# 污染與腦部疾病

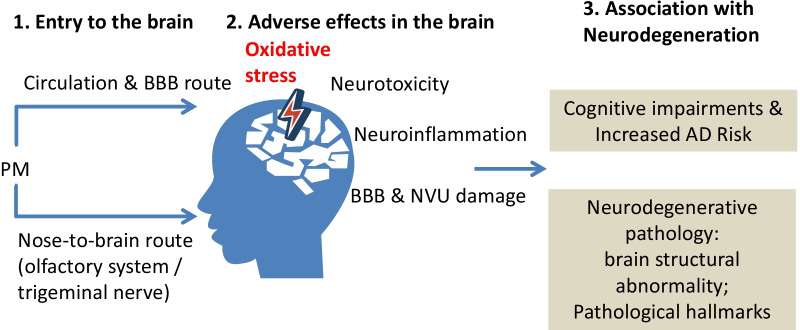
暴露於懸浮粒子下增加神經退化風險

居住在高度污染地區會對健康產生嚴重的長期影響。童年和青少年時期居住在這些地區可致智力下降，並增加腦損傷風險。任何年齡的人若長期居住在高污染地區，罹患各種神經系統疾病的風險都會增加。空氣污染和重金屬污染都對中樞神經系統（CNS）的功能有負面影響。在中樞神經系統結構大致穩定後，污染物仍有影響個體神經生理的能力，這是負向神經可塑性的一個例子。 

## 空氣污染

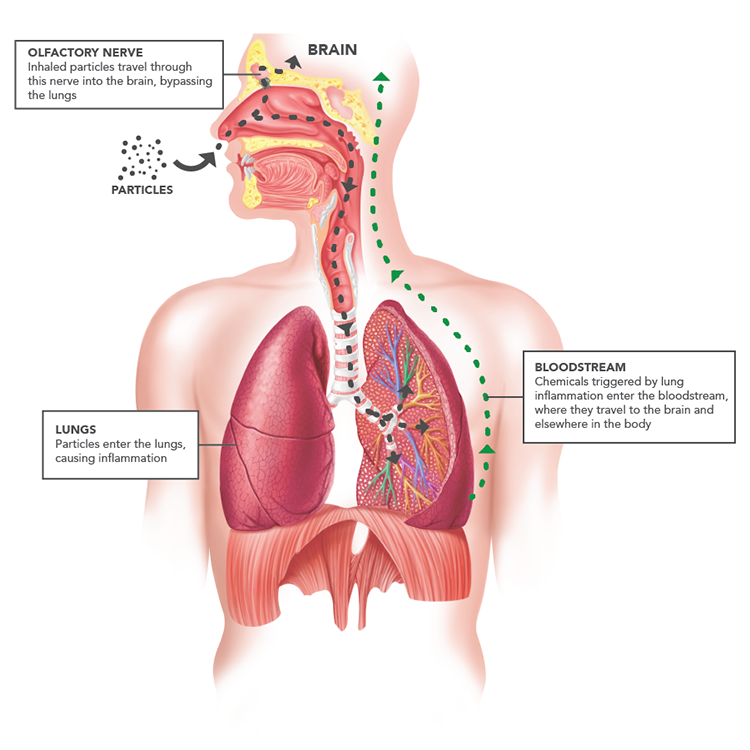
微粒（懸浮粒子）進入人體之可能路徑（截至2018年研究）。

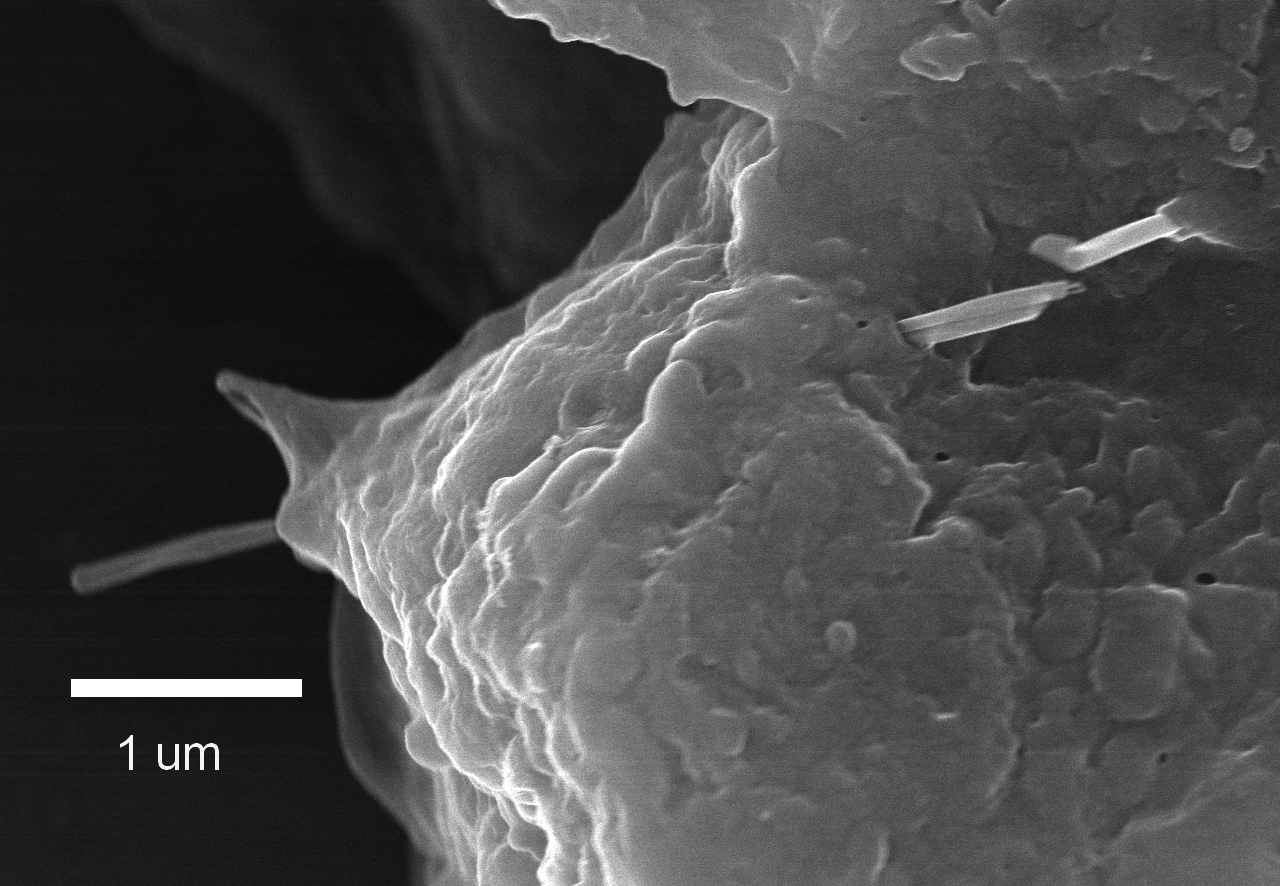
一張掃描式電子顯微鏡影像，顯示多壁奈米碳管束刺穿一個肺泡上皮細胞。

空氣污染可能增加罹患發展障礙（例如自閉症）、 神經退化性疾病、 精神病、 以及自殺的風險； 而且它亦與多種神經系統疾病有關，包括中風、多發性硬化症、失智症、帕金森氏症、 阿茲海默症、 精神分裂症 及頭痛，並與腦腫瘤有强烈關聯。

### 對少兒的影響
一項2008年的研究比較了在墨西哥城（一個以高污染水平聞名的地點）長大的兒童和狗，以及在墨西哥波洛蒂特蘭（一個污染水平符合當時美國國家環境空氣品質標準的城市）長大的兒童和狗。 研究發現，在高污染地區長大的兒童在智力（即IQ測試）上得分較低，並且在腦部核磁共振掃描中顯示出病灶的跡象。相比之下，來自低污染地區的兒童在IQ測試中得分符合預期，且未顯示出顯著的腦部病灶風險。母親在懷孕初期暴露於較高水平交通相關空氣污染的兒童，在一歲時發生過敏性致敏的風險增加。

### 對成年人的影響
體能活動和空氣污染對神經可塑性的影響可能相互抵消。體能活動以其對心血管系統、大腦可塑性過程、認知和心理健康的益處而聞名。神經營養因子腦源性神經營養因子（BDNF）被認為在運動引起的認知改善中扮演關鍵角色。短暫的體能活動可能會增加血清中的BDNF水平，但這種增加可能會因暴露於更多交通相關的空氣污染而被抵銷。
在較長時間的體能鍛煉中，鄉村慢跑者所展現出的認知改善，在參與相同12週「開始跑步」訓練計畫的都市慢跑者身上卻未被發現。 在運動過程中，交通相關的空氣污染可能會降低該運動的有益效果。

### 認知表現

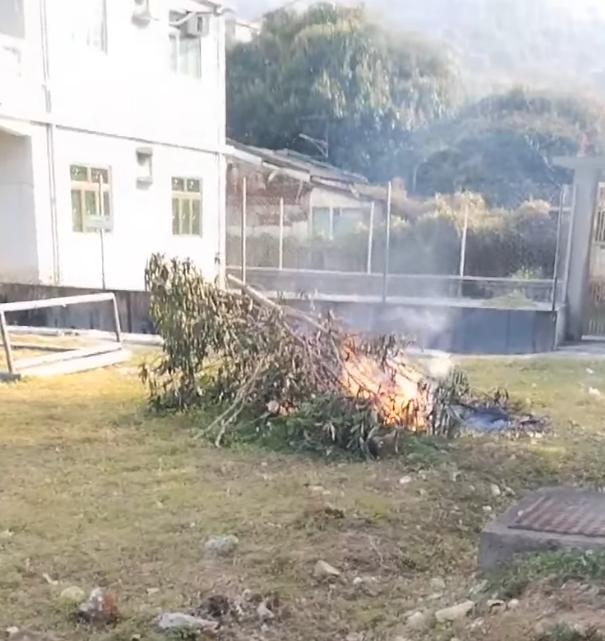
燃燒砍伐下來的植被，或稱「砍燒」。

研究人員分析了2017年和2018年來自手機遊戲《Lost in Migration》（該遊戲測試玩家保持專注力的能力）的數據，發現了野火煙霧和污染懸浮粒子對大腦表現的影響。
「我們發現證據顯示，微細懸浮粒子（PM2.5）僅在暴露數小時內就能降低成年人的注意力。這是從暴露到認知表現下降之間非常快速的轉變，在像野火這樣的極端空氣污染事件期間，考慮到公共衛生溝通的時效性，這可能具有重要意義，」美國環保署的博士預備橡樹嶺科學與教育研究所（ORISE）研究員Cleland解釋道。 研究還發現，長期暴露於懸浮粒子污染會縮短年輕族群的注意力持續時間。在長期和短期分析中，暴露於有害懸浮粒子都導致了較低的遊戲分數。

### 污染來源
空氣中的懸浮粒子是1級致癌物。 懸浮粒子是最具傷害性的一種空氣污染（除了超細微粒外） 因為它們可透過血液深入肺部和大腦，導致健康問題，例如心臟病、肺部疾病和過早死亡。 懸浮微粒沒有安全水平。 超微細懸浮粒子有人造的，也有自然產生的。熱火山熔岩、海洋飛沫和煙霧是常見的天然超細懸浮粒子來源。超細懸浮粒子可以被刻意製造為細微顆粒，用於醫學和技術領域的廣泛應用。其他的超細懸浮粒子則是副產品，如特定製程、燃燒反應的排放物，又或由設備（例如印表機碳粉和汽車廢氣）所產生。 人為的超微細懸浮粒子來源包括燃燒天然氣、煤炭或碳氫化合物、生物質燃燒（例如農業燃燒、森林火災和廢棄物處理）、車輛交通和工業排放、汽車煞車造成的輪胎磨損、空中交通、海港、 海上運輸、建築、拆除、修復和混凝土加工、家用柴火爐、露天燃燒、廚房和香菸煙霧。
手持動能工具常用於翻新和建築中，但它們會產生大量的振動和懸浮微粒（顆粒物），包括超微細懸浮粒子，這些顆粒物來自燃料燃燒和機械作業。不僅動能工具，手動工具也會產生超細懸浮粒子。
許多建築工序都會產生粉塵。高粉塵水平由以下一個或多個因素造成：
- 設備 – 使用高能量工具，例如切割鋸、砂輪機、牆壁開槽機和噴砂機，會在很短的時間內產生大量粉塵
- 工作方法 – 與吸塵或濕刷相比乾掃會產生大量粉塵
- 工作區域 – 空間越封閉，粉塵累積越多
- 時間 – 工作時間越長，粉塵越多

高粉塵水平工作的例子包括：
- 使用動能工具切割、研磨、鑽孔或處理表面
- 打磨貼有膠帶的石膏板接縫
- 乾掃[32]

目前似乎很少或沒有關於動能工具排放粉塵大小和數量的法規。儘管確實存在一些行業標準，但它們似乎並未在全球範圍內廣為人知或使用。由於知道粉塵在整個建築過程中產生並可能導致嚴重的健康危害，有製造商會銷售配備集塵系統（例如HEPA吸塵器）或整合式供水系統的動能工具，這些系統可在粉塵排放後將其抽除。 然而，這類產品的使用在大多數地方仍不普遍。截至2024年第一季，汽油動力工具在加州已被禁止。

電動工具和重型設備產生的建築粉塵
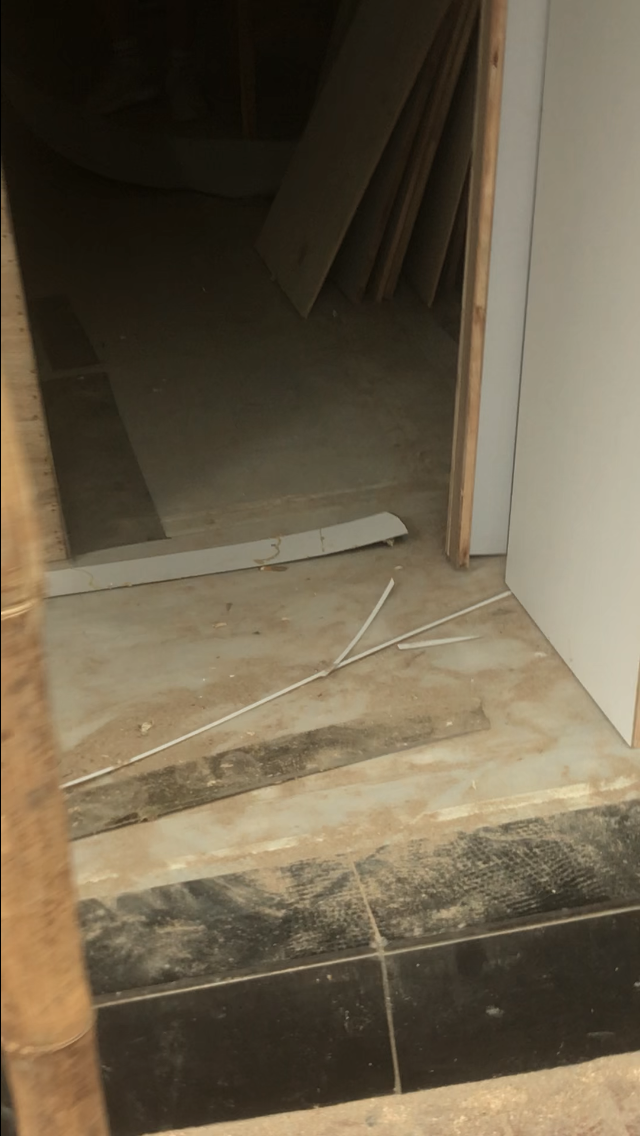
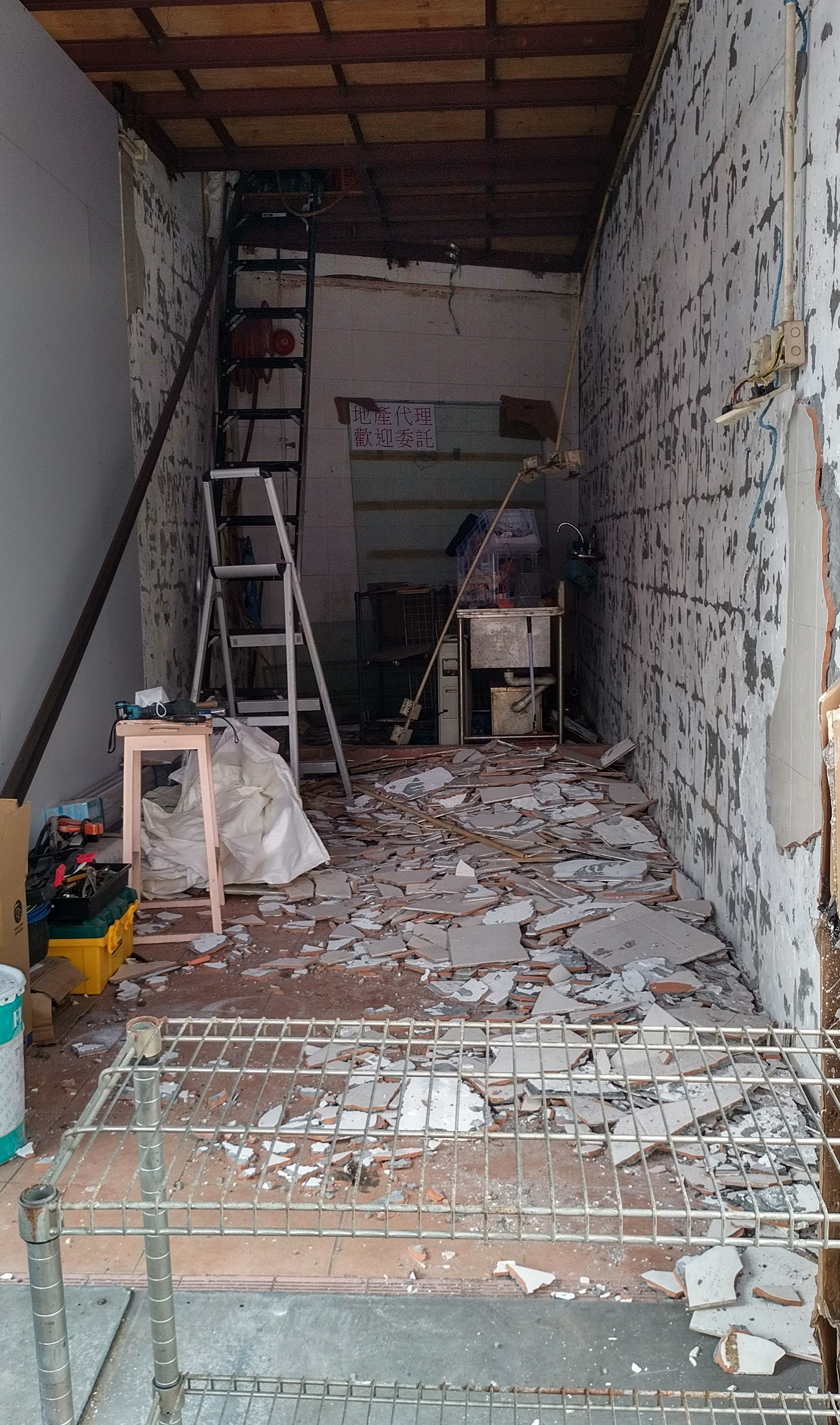
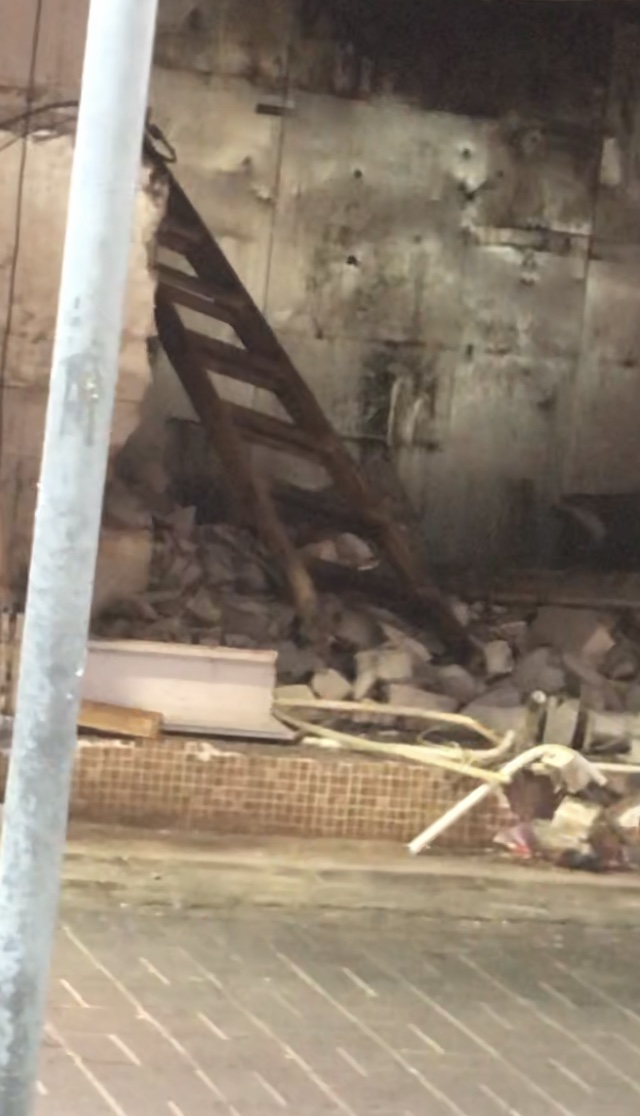
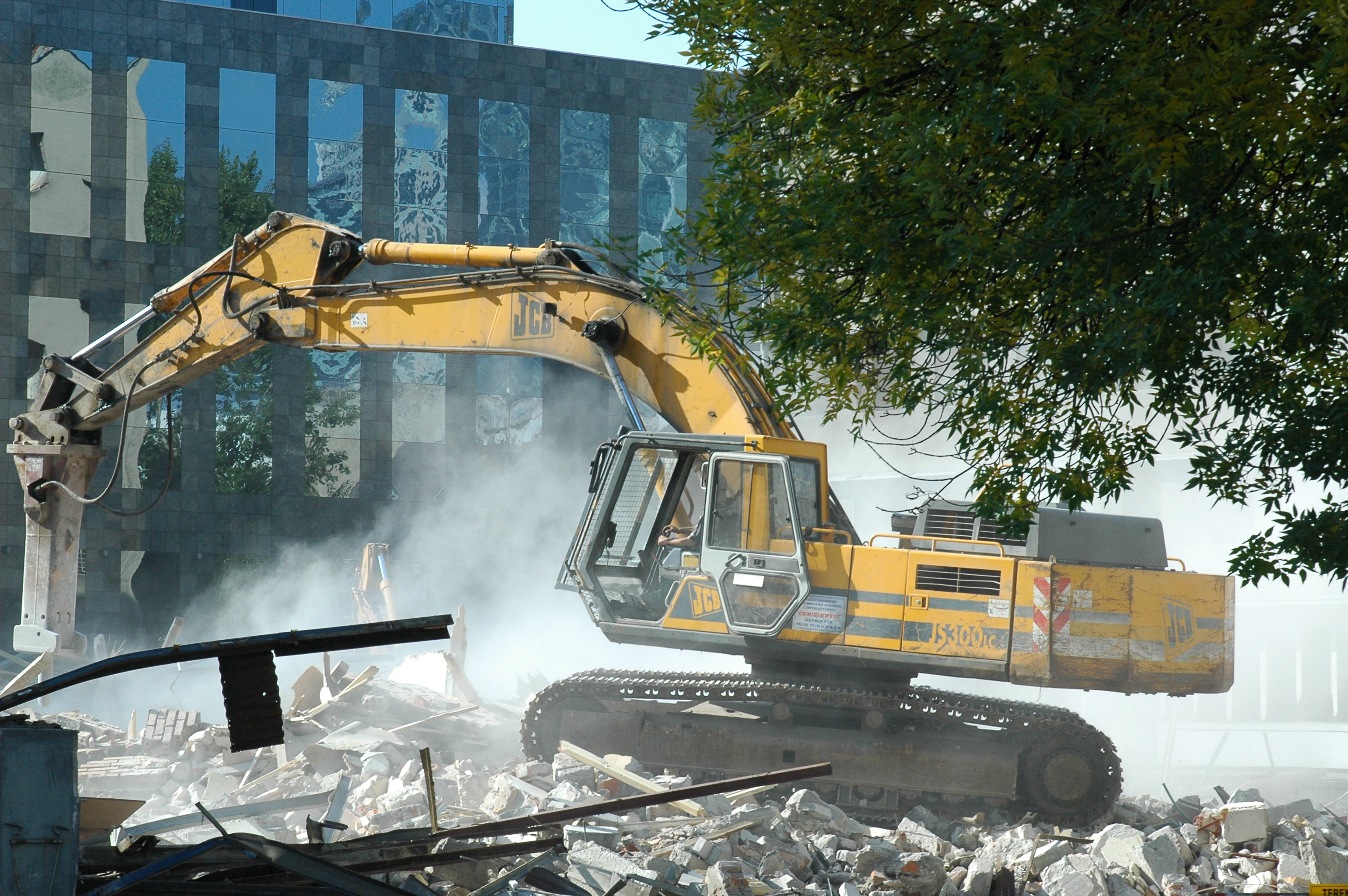

## 污染物

### 二噁英中毒
有機鹵化物，例如二噁英，常見於農藥中，或是農藥製造或降解過程的副產品。這些化合物會對被暴露生物體的神經生理產生顯著影響。觀察到的二噁英暴露效應包括改變的星形膠質細胞內鈣離子（Ca2+）濃度、降低的穀胱甘肽水平、中樞神經系統中神經傳導物質的功能改變，以及pH值維持能力的喪失。 一項針對 350 名在 1965 年至 1968 年間暴露於除草劑合成用二噁英前驅物的化工廠員工的研究顯示，其中 80 名員工出現了二噁英中毒的跡象。 該研究指出，二噁英的影響不僅限於初期的毒性。二噁英透過神經可塑性效應，可能導致長期損害，這些損害可能在數年甚至數十年後才顯現出來。

### 金屬暴露
重金屬暴露可能導致多種神經系統疾病的風險增加。兩種最具神經毒性的重金屬是水銀和鉛。這兩種重金屬的影響因個體的基因變異而有很大差異。水銀和鉛具有特別強的神經毒性，原因有多方面：它們容易穿過細胞膜、對細胞具有氧化作用、會與體內的硫反應（導致許多依賴巰基的功能紊亂），並降低細胞內的穀胱甘肽水平。特別是甲基汞，對巰基具有極高的親和力。 有機汞是一種特別有害的水銀形式，因為其高吸收性 鉛也會模擬鈣，鈣是在中樞神經系統中非常重要的礦物質，這種模擬會導致許多不良影響。 水銀的神經可塑性機制是透過影響蛋白質生產來運作的。水銀水平升高會透過影響基因表現來增加穀胱甘肽水平，這進而影響存在於星形膠質細胞和神經元中的兩種蛋白質（MT1 和 MT2）。
鉛模仿鈣的能力使其能夠穿過血腦屏障。鉛也會上調穀胱甘肽。血液鉛濃度 ≥ 5.0 μg/dL 可能導致兒童在智力測驗中的得分比濃度 < 5.0 μg/dL 的兒童低 3 至 5 分。較高的血液鉛濃度也與嚴重的認知功能喪失有關。「與鉛相關的智商損失與學業失敗率增加、行為障礙、經濟生產力下降以及每年近1萬億美元的全球經濟損失有關。」

## 病症與失調

### 發展障礙

#### 自閉症
重金屬暴露，若結合特定的遺傳易感性，可能使個體罹患自閉症的風險增加。中樞神經系統的許多病理生理學現象，如氧化壓力、神經發炎和粒線體功能障礙，可能是環境壓力源（如污染）的副產物，正如2010年的一項研究所發現。 曾有報導指出自閉症爆發發生在特定地點。
生命早期的空氣污染暴露可能是自閉症的一個風險因素。母親在懷孕晚期居住在高速公路附近並暴露於交通相關污染，其子女罹患自閉症譜系障礙（ASD）的可能性是其他人的兩倍。 距離高速公路1014英尺（略少於3.5個美式足球場長度）被視為鄰近。帶有名為MET的基因突變的兒童，若同時暴露於高濃度的空氣污染中，其風險可能增加。
胎兒期和幼兒期暴露於重金屬（如水銀、鉛或砷）；必需金屬（如鋅或錳）水平的改變；農藥；以及其他污染物引起了人們的擔憂。 一項雙胞胎研究利用乳牙來測定並比較自閉症兒童與其未患病的雙胞胎手足體內的鉛、錳和鋅水平。 在所研究的特定發育時間段內，自閉症兒童體內的錳和鋅（生命必需金屬）含量較低，但鉛（有害金屬）含量較高。在⾃閉症病例中，調節體內金屬代謝的鋅銅循環失調，並被打亂。 
母親在懷孕早期暴露於殺蟲劑與其子女罹患自閉症的風險較高有關。諸如雙酚A、鄰苯二甲酸酯、阻燃劑和多氯聯苯等污染物也正被研究中。

### 神經退化性疾病

#### 加速的神經老化
神經發炎與神經退化率增加有關。 發炎往往會隨著年齡增長而自然加劇。空氣懸浮粒子和重金屬等污染物透過促進發炎，導致中樞神經系統老化得更快。許多晚發性疾病是由神經退化引起的。多發性硬化症、帕金森氏症、肌萎縮性脊髓側索硬化症（ALS）和阿茲海默症都被認為會因發炎過程而加劇，導致個體在比通常預期更早的年齡出現這些疾病的跡象。
當慢性發炎導致寡突膠質細胞受損，進而導致髓鞘破壞時，就會發生多發性硬化症。接著軸突開始出現損傷跡象，進而導致神經元死亡。多發性硬化症與居住在空氣中懸浮粒子水平高的地區有關。
根據《刺針》（2021年）研究，暴露於「對帕金森氏症相關神經元和腦迴路有害的環境毒物污染，例如農藥（如巴拉刈）或化學物質（如三氯乙烯）」，與帕金森氏症有關。 長達數十年的研究已發現，從事農業工作、暴露於農藥以及居住在農村地區與帕金森氏症的發生率增加有關。用於商業和工業應用（如乾洗和脫脂）的氯化溶劑與帕金森氏症風險增加有關，特別是三氯乙烯。 其他化學風險因素包括錳、交通廢氣中的懸浮粒子，以及暴露於其他重金屬，如水銀和鉛。
在阿茲海默症的情況下，發炎過程透過抑制軸突生長和活化產生蛋白聚醣的星形膠質細胞來導致神經元死亡。這種產物只能沉積在海馬迴和大腦皮質中，這表明這可能是這兩個區域在阿茲海默症中顯示最高退化程度的原因。 微小粒子（例如，工程奈米粒子和燃燒奈米粒子排放物，也稱為奈米材料，包括那些含有錳的粒子）可以繞過血腦屏障（身體的過濾系統），在吸入時進入大腦。
一項針對墨西哥城大都會區（MMC）年輕成年公民的研究發現，空氣污染暴露與嗅覺功能障礙及嗅球病理變化有關。 這些年輕成人表現出嗅球內皮增生、神經元內粒子積累，以及神經元、膠質細胞和/或血管對Aβ和/或α-突觸核蛋白的免疫反應性。他們的嗅球內皮細胞質和基底膜中有超微細粒子沉積。
研究一致表明，長期暴露於懸浮微粒（PM），特別是PM2.5和超細懸浮微粒（UFPM），與失智症和阿茲海默症（AD）的發病，以及神經退化樣病理變化和認知缺陷之間存在強烈關聯。 氧化壓力在懸浮微粒引起的神經元損傷中扮演核心角色。神經發炎可能進一步損害神經元及其他細胞，例如神經血管單元（NVU）中的內皮細胞。 神經血管單元由神經元、星形膠質細胞、脈管系統（內皮和血管壁細胞）、血管舒縮裝置（平滑肌細胞和周細胞）以及微膠細胞組成。 透過藥理學 抑制劑或基因敲落來靶向HMGB1/TLR4/NF-κB路徑或氧化壓力，已顯示出作為治療干預的潛力。
根據[神經代謝體學]]分析結果，應進一步研究懸浮微粒對代謝的影響，因為研究不僅顯示了穀胱甘肽代謝紊亂在懸浮微粒引起的神經元損傷發病機制中的牽連，還證明了懸浮微粒可能影響神經元中的脂肪酸和能量代謝。 暴露於懸浮微粒後神經血管單元的損傷也會損害受影響腦區的能量代謝。 因此，紊亂的代謝穩態也可能在懸浮粒子引起的神經病理學發展中扮演關鍵的致病角色。 恢復這些代謝紊亂可能增強神經元抵抗暴露於懸浮微粒所造成壓力的能力。

#### 認知能力下降與失智症
暴露於空氣污染與中風住院（PM2.5、PM10、SO2、NO2、CO 及 O3）、發病（PM2.5、SO2 及 NO2）及死亡（PM2.5、PM10、SO2 及 NO2）風險增加呈正相關。 「PM2.5 與血管損傷之間以及血管損傷在失智症中的作用存在公認的聯繫」。 腦血管系統中的空氣污染可能導致「中風、血管性失智症或其他類型的失智症」。 長期暴露於 PM2.5 可能會增加罹患失智症的風險，包括阿茲海默症和血管性失智症。
對空氣污染物可能影響大腦的關注始於 2002 年左右，當時 Calderon-Garciduenas 及其同事報告說，暴露於墨西哥城空氣污染的狗隻出現了與阿茲海默症相關的神經病理學變化。這項工作是 1990 年代進行的關於墨西哥城空氣污染對人類和狗隻嗅覺上皮影響研究的延伸。後來，流行病學研究加強了對空污可能影響大腦的關切，這些研究表明，暴露於空氣污染物與認知功能下降和失智症的發展有關。
在大腦中發現了磁鐵礦奈米粒子，其形態表明是外源性的。在英國交通路邊收集的空氣中也發現了類似的含鐵奈米粒子。這些奈米粒子可能通過嗅神經和嗅球，或者通過血腦屏障通透性較高的腦室周圍器官進入大腦。此外，暴露於空氣污染物是全身性發炎的已知風險因素，而全身性發炎可能使血腦屏障的可通透性增加。血腦屏障在幼年和老年時期通透性也較高，使得這兩個生命階段成為奈米粒子進入大腦並可能引發神經損傷的機會。
除了奈米粒子到達大腦可能產生的直接影響外，還有污染物可能導致腦損傷的間接機制。這些機制包括對血管系統的損害，導致腦缺血或神經毒性蛋白（如纖維蛋白原）的外滲。腦損傷也可能是對空氣污染的全身性發炎反應的次級後果。
Calderon-Garciduenas 等人回顧了他們在墨西哥城對兒童和青少年的研究，報告了兒童和年輕成人中出現類似阿茲海默症的神經病理學變化。神經發炎和血管損傷增加：上調的 mRNA 環氧合酶-2、介白素-1β 和 CD14，以及在額葉和顳葉皮質、下托和腦幹的血管周圍出現單核細胞簇和活化的微膠細胞。他們還發現了 β-澱粉樣蛋白42、α-突觸核蛋白、過度磷酸化的 tau蛋白 的沉積，以及氧化壓力、神經元損傷和死亡的證據。墨西哥城（空氣污染水平高）的兒童血清 BDNF 濃度也較低。
關於白質體積的研究發現，暴露於空氣污染與白質體積減少有關。 證據表明，長期暴露於空氣污染物與認知能力下降以及罹患失智症的風險有關。 流行病學證據顯示，暴露於多種空氣污染物與多種神經系統影響之間存在因果關係，包括加速認知能力下降和誘發失智症。
失智症是一個總稱，涵蓋一系列影響大腦運作方式的疾病，會降低記憶、思考和推理的能力。它主要影響老年人，並隨時間惡化。已知健康和生活方式因素，如高血壓和吸煙，會增加罹患失智症的風險。
英國空氣污染物醫學效應委員會（COMEAP）審查了近 70 項針對人群的研究（流行病學研究），認為空氣污染很可能導致老年人智力下降和失智症。已知空氣污染，特別是微細懸浮粒子污染，會影響心臟和循環系統，包括腦部循環。這些影響與血管性失智症（失智症的一種形式）有關，後者是由腦部血管損傷引起的。 因此，空氣污染很可能通過影響血管而導致智力下降和失智症。
空氣污染也可能刺激大腦中的免疫細胞，進而損害神經細胞。
2022 年，COMEAP 得出結論，證據顯示環境空氣污染物與加速通常與衰老相關的認知功能下降以及罹患失智症的風險之間存在關聯。
關於空氣污染物如何影響大腦導致加速認知能力下降和失智症，存在多種合理的生物學機制。其中一些已在實驗研究中得到證實。有充分理由認為空氣污染物對心血管系統的影響會對大腦產生次級效應。COMEAP 先前已認定長期暴露於空氣污染物會損害心血管系統（COMEAP 2006, 2018）。這些影響很可能會影響腦部血液供應。這種影響很可能導致腦損傷似乎是合理的。因此，認為暴露於空氣污染物與認知能力下降和失智症影響之間的關聯，就此機制而言，很可能具有因果關係。
關於空氣污染物如何直接影響大腦，已提出多種機制。這些包括細小微粒從肺部轉移到血流中，然後再進入大腦。證據表明，吸入的極小微粒中有一小部分可以進入大腦，既可以通過血液，也可以通過從鼻腔通向嗅球的嗅神經。 然而，暴露於環境濃度的懸浮微粒是否會導致足夠的轉移以產生腦損傷，這一點尚不清楚。文獻研究表明，進入大腦的微粒從大腦中清除的速度非常緩慢，甚至根本不清除。這顯然支持了進入大腦的懸浮微粒可能產生有害影響的觀點。 對超微細懸浮粒子]]、柴油引擎廢氣或臭氧的動物和體外研究都顯示了對大腦或腦細胞的影響。涉及的機制包括在大腦內產生和釋放自由基以及誘導發炎反應；這兩種機制似乎很可能相互關聯。多種常見污染物可能影響大腦功能。
COMEAP 總結如下：
- 流行病學證據顯示，暴露於環境空氣污染物與罹患失智症的風險以及認知能力下降的加速之間存在關聯。關於哪種污染物與這些影響最相關，流行病學文獻尚無定論。[65]
- 有證據表明，空氣污染，特別是懸浮微粒空氣污染，會增加心血管疾病（包括腦血管疾病）的風險。已知這些疾病對認知功能有不利影響。懸浮微粒空氣污染與老年人認知功能影響之間很可能存在因果關係。[65]
- 截至 2022 年，直接量化與空氣污染相關的認知能力下降或失智症將面臨未知的不確定性。[65]
- 或許可以開發一種間接方法，量化因懸浮粒子污染對心血管疾病的影響而產生的次級認知效應。[65]

### 精神疾病

#### 精神分裂症
暴露於空氣污染可能與精神分裂症風險升高有關。

### 其他

#### 癲癇
多種空氣污染物可能與癲癇風險有關， 例如一氧化碳、臭氧、二氧化硫、二氧化氮、粗懸浮粒子及超微細懸浮粒子。據推測，空氣污染物通過增加發炎介質，並提供氧化壓力來源來增加癲癇風險，最終改變血腦屏障的功能並引起腦部發炎。已知腦部發炎是癲癇的風險因素；因此，這一系列事件提供了一個合理的機制，說明污染可能增加對該疾病遺傳易感個體的癲癇風險。[[Category:]]

## 經濟影響

### 失智症
失智症是一個緊迫的公共衛生挑戰。其患病率與年齡密切相關：65 歲以上每 5-6 年翻一倍。全球失智症患者人數估計為 5000 萬，預計到 2050 年將達到 1.52 億。目前全球的經濟成本為每年 8180 億美元（截至 2015 年），並將隨受影響人數成比例上升（WHO，2019）。

## 緩解措施
對於點源污染：
不要產生污染物。
如果產生了，盡快在源頭去除。
如果未在源頭去除，使用屏障。
如果屏障效果不佳或安裝不當（即污染物逸出），鄰近地區需要對其場所進行過濾、密封和/或適當通風/污染物稀釋等。大型空氣淨化系統也可作為被動措施提供幫助。可能需要清理計畫以防止進一步的二次污染。 
在個人層面，可以通過更好地選擇停留地點、防止交叉污染或二次污染（人與人之間和/或其個人物品/環境之間）、改善個人衛生、使用口罩和空氣清淨機等方式來減少空氣污染物的暴露。 

### 教育
「教育與意識提升」的優先領域包括：(8) 讓這個未被認識的公共衛生議題廣為人知；(9) 開發教育產品；(10) 將空氣污染與大腦健康納入現有策略和宣傳活動；以及 (11) 提供公開可用的監測、評估和篩檢工具…

### 飲食

#### 自閉症
NIEHS 資助的研究發現，服用產前維他命可能有助於降低自閉症風險。對於在懷孕期間暴露於某些環境污染物的人來說，服用維他命和補充劑可能提供保護作用。 與未服用維他命的女性相比，在懷孕前三個月和懷孕第一個月每天服用產前維他命的女性，其子女患有自閉症的可能性較小。這一發現在具有使其更易患自閉症的遺傳變異的女性和兒童中更為明顯。
葉酸是產前維他命保護作用的來源之一。在懷孕第一個月服用每日建議攝取量的女性，其子女患有自閉症的風險降低。 對於高度暴露於空氣污染和農藥的女性來說，懷孕早期攝入葉酸可能會降低其子女患有自閉症的風險。
使用綜合維他命（無論是否額外添加鐵或葉酸）的懷孕母親，其子女患有自閉症和智能障礙的可能性較小。 在高風險家庭中，母親在懷孕第一個月攝入產前維他命也可能降低患有自閉症譜系障礙（ASD）兒童的兄弟姐妹中 ASD 的復發率。

### 改善室內空氣品質

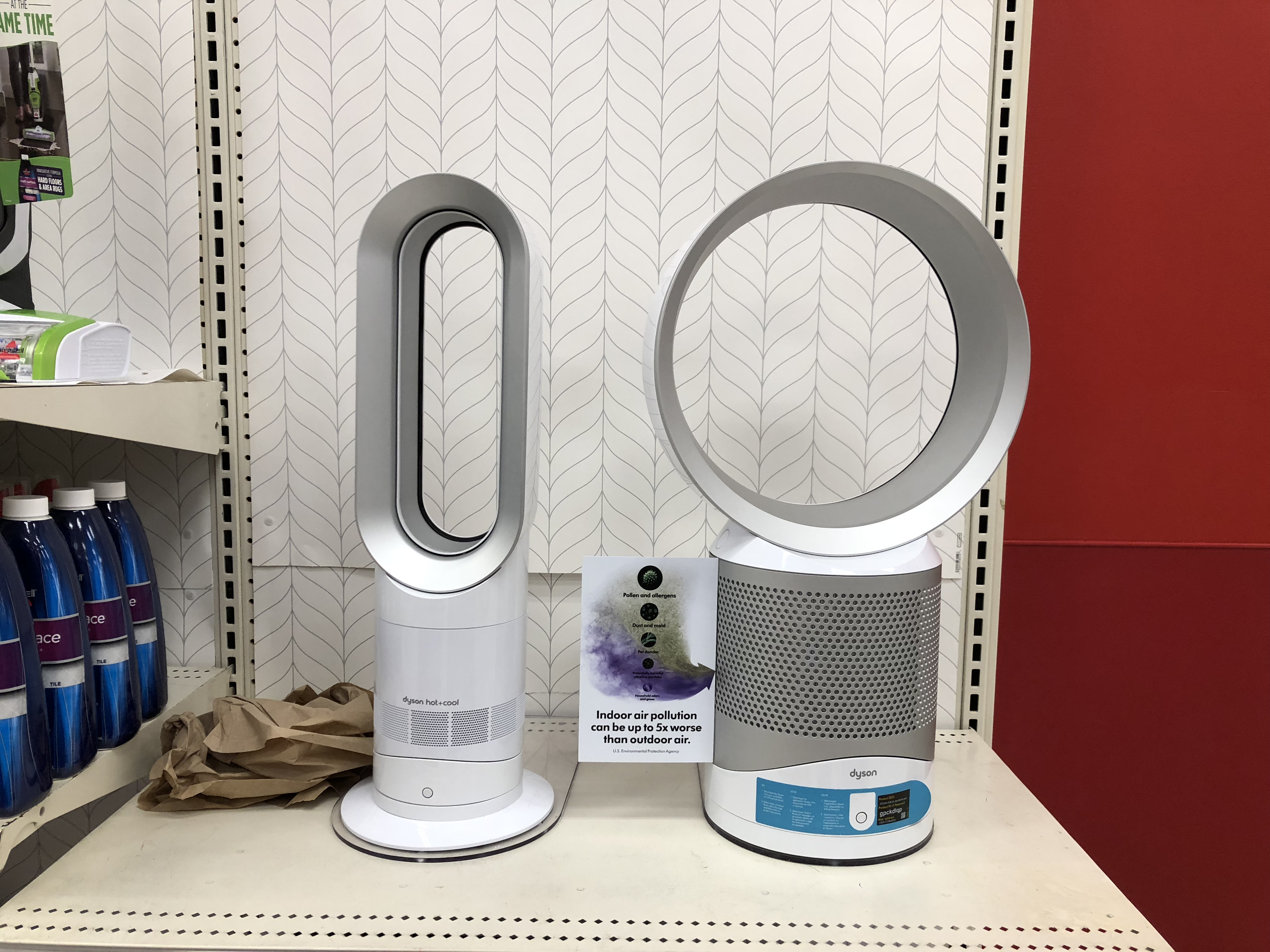
由無葉風扇產生氣流的空氣清淨機。某些型號可兼作暖氣機或加濕器，並可能具有擺動和調整氣流角度的功能。

### 大型清潔系統

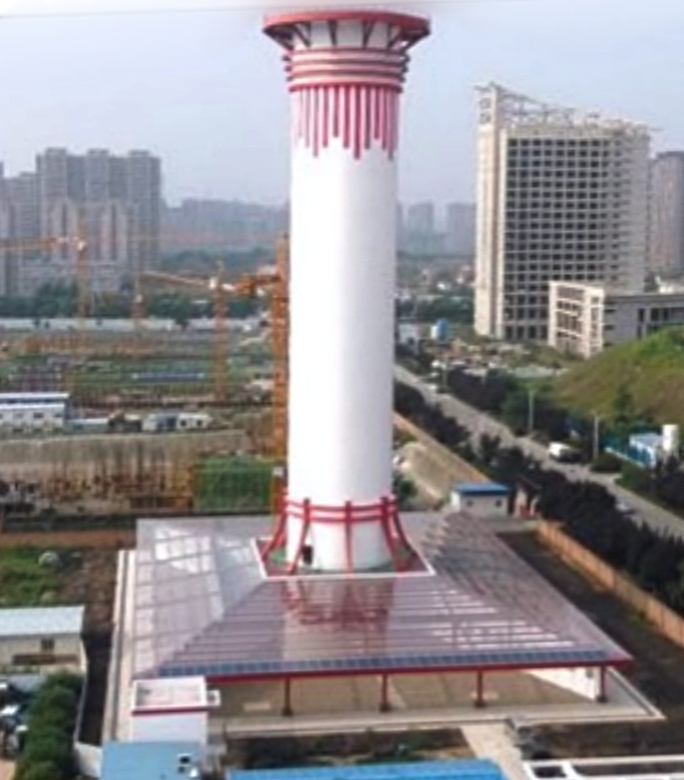
第一代 SALSCS（太陽能輔助大型清潔系統），西安

## 延伸閱讀
- . Psychiatry.org. 2023年4月12日  [2025年5月4日]. （原始内容存档于2025年5月4日）. 克拉拉·G·贊德爾博士（Clara G. Zundel, Ph.D.）在世界經濟論壇的一份報告中總結道：「呼吸受污染空氣的人，其大腦中控制情緒的區域會發生變化，因此，與呼吸較清潔空氣的人相比，他們可能更容易患上焦慮症和抑鬱症。」
- Attademo L, Bernardini F, Garinella R, Compton MT. . Schizophr Res (review). 2017年3月, 181: 55–59  [2025-05-04]. PMID 27720315. S2CID 25505446. doi:10.1016/j.schres.2016.10.003. （原始内容存档于2024-04-14）. (2020年更新：Pauselli L, Attademo L, Bernardini F, Compton M. . Schizophrenia Bulletin. 2020, 46 (Suppl 1): S226–S227. PMC 7234013 . doi:10.1093/schbul/sbaa030.551.)
- Attademo L, Bernardini F. . J Alzheimers Dis (review). 2020年, 76 (3): 825–830. PMID 32568207. S2CID 219970625. doi:10.3233/JAD-200289.
- Comer AL, Carrier M, Tremblay MÈ, Cruz-Martín A. . Front Cell Neurosci (review). 2020年, 14: 274. PMC 7518314 . PMID 33061891. doi:10.3389/fncel.2020.00274 .
- Molot J, Sears M, Marshall LM, Bray RI. . Rev Environ Health (review). 2022年12月, 37 (4): 509–530. PMID 34529912. doi:10.1515/reveh-2021-0043.

## 外部連結
- 超過七百萬英國學童的自閉症發病率與空間分析：一項回顧性、縱向性學校登記研究 （页面存档备份，存于）
- 環境暴露與帕金森氏症：串聯線索 （页面存档备份，存于） (來自NIEHS)
- 空氣污染如何影響我們的大腦 （页面存档备份，存于）
  - 空氣污染如何影響心理健康和認知功能 （页面存档备份，存于），此短片指出哈佛的雙盲研究發現PM2.5的曝露可以即時降低辦公室員工、學校學生等的認知能力與工作／學習表現
- 空氣污染如何威脅大腦健康 （页面存档备份，存于） (來自PNAS)
- 工業毒物與帕金森氏症
- 臭氧污染、氧化壓力、突觸可塑性與神經退化 （页面存档备份，存于）
- 臭氧和光化學氧化劑，解釋污染物形成。圖表已過時 (1994年)，可能無法反映當前情況。
- 揮發性有機化合物與煙霧
- 鋰能阻擋失智症嗎？
- 感到沮喪？焦慮？空氣污染可能是個因素 （页面存档备份，存于）